# Ampelisca hermosa
Ampelisca hermosa är en kräftdjursart. Ampelisca hermosa ingår i släktet Ampelisca och familjen Ampeliscidae. Inga underarter finns listade i Catalogue of Life.